# NGC 2339
NGC 2339 (другие обозначения — UGC 3693, MCG 3-19-2, ZWG 85.40, ZWG 86.5, IRAS07054+1851, PGC 20222) — галактика в созвездии Близнецы.
Этот объект входит в число перечисленных в оригинальной редакции «Нового общего каталога».
Нейтральный водород в галактике был впервые исследован в 1978 году. Он имеет скорость 2261 км/с и массу 3,7 миллиарда масс Солнца.